# Baumförmige Strauchpappel
Die Baumförmige Strauchpappel (Lavatera arborea) ist eine Pflanzenart aus der Familie der Malvengewächse (Malvaceae). Lavatera arborea unterscheidet sich von anderen Malva- und Lavatera-Arten durch dunklere Nerven und dunklere Basis der Kronblätter und breiten Außenkelchblätter.

## Beschreibung

### Vegetative Merkmale

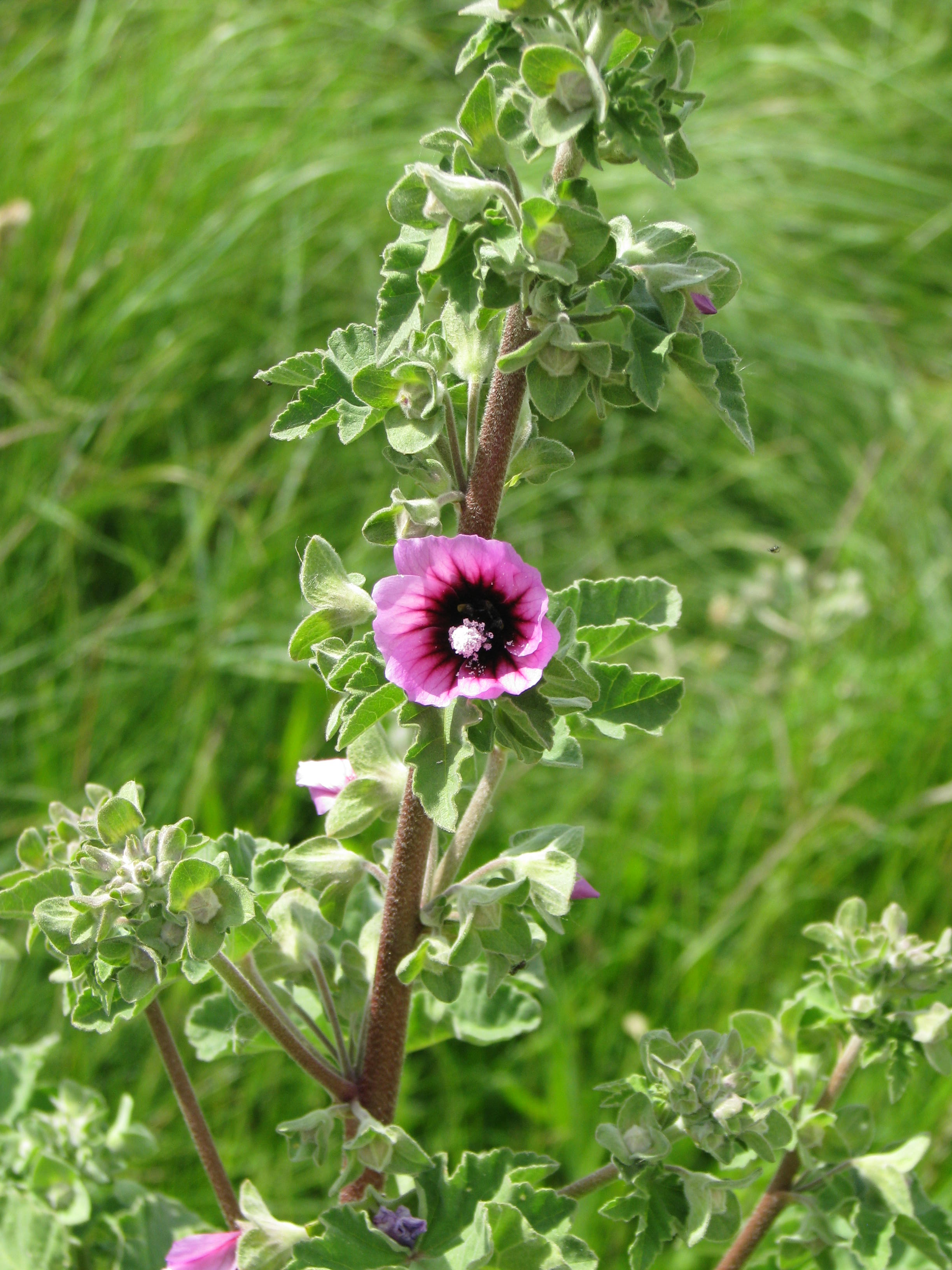
Blütenstand

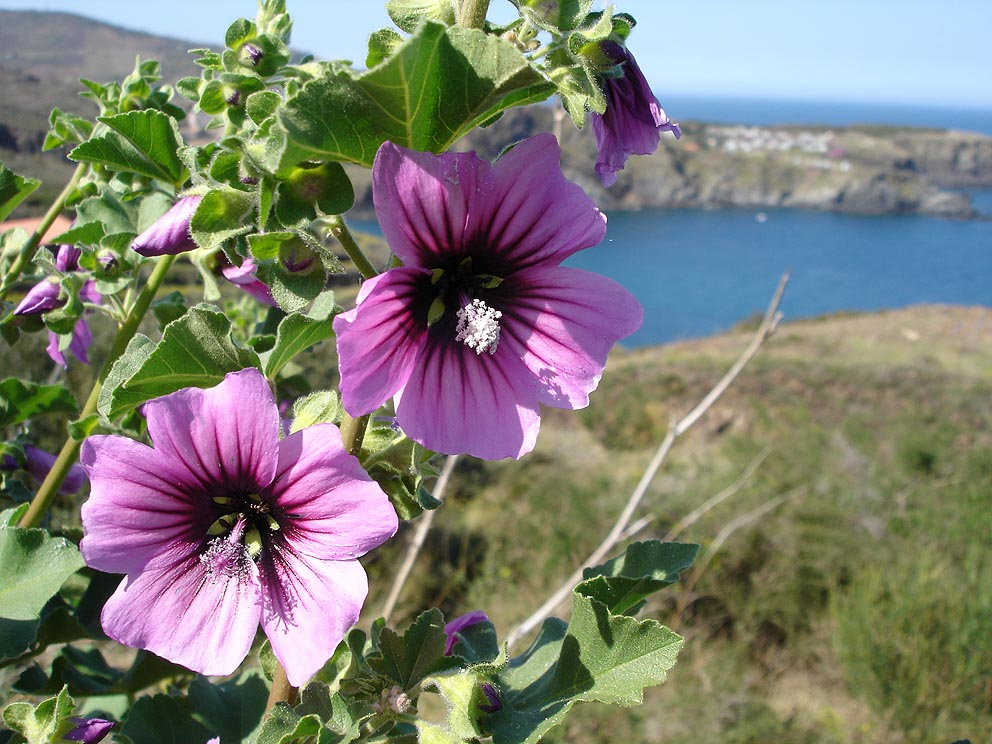
Typische Blütenfarbe

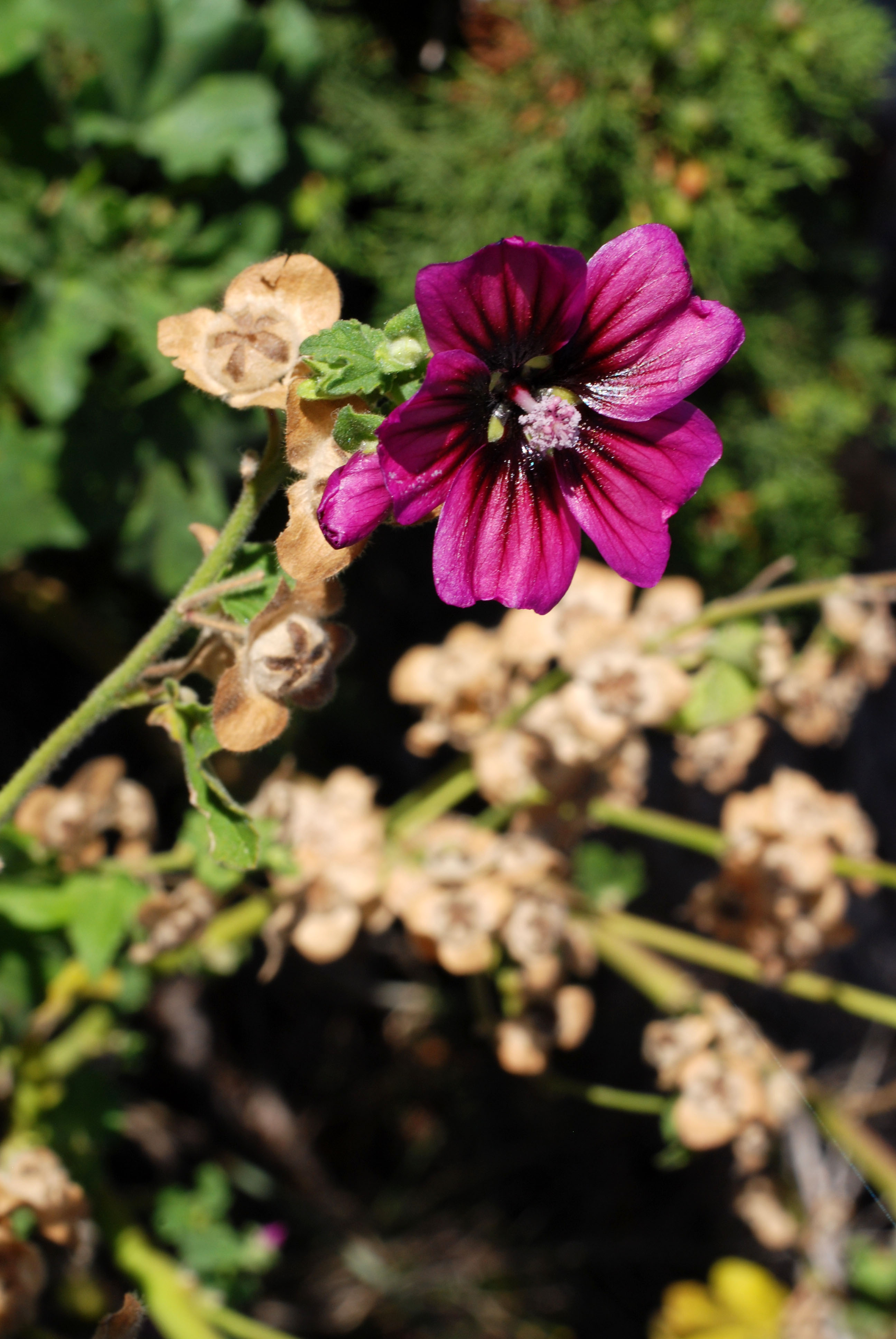
Dunkelblühende Sorte

Die Baumförmige Strauchpappel ist eine ein-, zweijährige oder ausdauernde krautige Pflanze, die fast baumförmig wächst und im unteren Sprossabschnitt verholzt, dabei erreicht sie Wuchshöhen von 50 bis 300 Zentimetern. Der aufrechte Stängel verzweigt sich erst im oberen Bereich. Der Stängel besitzt deutliche Blatt- und Nebenblattnarben, ist anfangs grün, wird dann rot und später olivfarben und letztlich grau. Die jungen Pflanzenteile, außer den Kronblättern, sind filzig mit Sternhaaren bedeckt (Indument). 
Die wechselständigen Laubblätter sind Blattstiel und -spreite gegliedert. Der Blattstiel ist grün, filzig behaart und etwa so lang wie die Blattspreite. Die einfache, kurz fünf- bis siebenlappige, fünf- bis siebennervige, fast kreisförmige und am Grunde herzförmige Blattspreite weist einen Durchmesser von etwa 15 Zentimetern auf, meist ist sie kleiner. Ober- und Unterseite der Blattspreite sind filzig behaart. Die Blattränder sind gezähnt und bewimpert. Die grünen Nebenblätter sind pfriemförmig, 2 bis 4 Millimeter lang bewimpert und fallen früh ab.

### Generative Merkmale
Die Blütezeit reicht von April bis Juni. In einem indeterminaten, traubigen Blütenstand stehen die Blüten einzeln oder zweit bis fünft in den Blattachseln zusammen. Der grüne Blütenstiel ist mit höchstens 1 Zentimetern Länge kürzer als das Tragblatt. Die drei ausgebreiteten, filzig behaarten und bewimperten, grünen Außenkelchblätter sind breit-eiförmig, am Grunde bis auf etwa der Hälfte ihrer Länge verwachsen und mit etwa 8 Millimetern Länge etwa doppelt so lang wie die Kelchblätter, die sie umgeben.
Die zwittrigen und protandrischen Blüten sind radiärsymmetrisch und weisen einen Durchmesser von 3 bis 4 Zentimetern auf. Die fünf grünen, intensiv flaumig behaarten und bewimperten Kelchblätter sind bis etwa zur Hälfte ihrer etwa 4 Millimeter Länge verwachsen und enden in spitz dreieckigen Kelchzipfeln. Die 15 bis 20 Millimeter langen, genagelten Kronblätter sind rosafarben, mit dunklerer Äderung und dunklem Grund. Die etwa 10 mm lange Staubblattröhre ist fast weiß mit purpurfarbenen Streifen; der freie Teil der Staubfäden ist rosa-purpurfarben. Der Pollen ist weiß. Der oberständige Fruchtknoten besitzt sechs bis meist acht Kammern mit je nur einer Samenanlage. Die sechs bis meist acht dünnen Griffeläste sind weiß.
Die scheibenförmige Spaltfrucht mit beständigem, behaartem Kelch und Außenkelch besitzt einen Durchmesser von etwa 1 Zentimetern und zerfällt in sechs bis acht gerippte, kantige, keilförmige, kahle oder filzig behaarte Teilfrüchte. Die Teilfrucht ist fast völlig mit dem einzelnen Samen gefüllt.

### Chromosomenzahl
Die Chromosomenzahl beträgt 2n = 40.

## Vorkommen und Nutzung
Die Baumförmige Strauchpappel ist an den Küsten West- und Südeuropas, Kleinasiens, Nordwestafrikas und der Kanarischen Inseln verbreitet. Standort sind meist Strandfelsen und Schuttplätze.
Sie wird auch als Zierpflanze kultiviert und verwildert gelegentlich.

## Systematik
Die Erstveröffentlichung des Artnamens Lavatera arborea erfolgte 1753 durch Carl von Linné in Species Plantarum, Tomus II, S. 690. Er schreibt, diese Art wachse zwischen Pisa und Livorno. Synonyme für Lavatera arborea L. sind: Althaea arborea (L.) Alef., Anthema arborea Medik., Lavatera arborea var. berlengensis (Boiss. & Reut.) Cout., Lavatera arborea var. genuina (Boiss. & Reut.) Cout., Lavatera arborea var. lasiocalyx Sennen, Lavatera eriocalyx Steudel, Lavatera veneta Mill., Malva arborea (L.) Webb & Berthel., Malva dendromorpha M.F.Ray, Malva fastuosa Salisb. Aber der relativ neue Name Malva dendromorpha M.F.Ray, der erst 1998 im Artikel New Combinations in Malva in Novon, Volume 8, S. 3, S. 292 veröffentlicht ist, wurde nicht anerkannt. Als gültiger Name wurde Malva arborea (L.) Webb & Berthel. in Vienna ICBN Art. 52 festgelegt.
Diese Art gehört in die Sektion Anthema der Gattung Lavatera oder in die Sektion Malva der Gattung Malva.